# Marco Coledan
Marco Coledan (Motta di Livenza, 22 de agosto de 1988) es un ciclista italiano. Debutó en 2012 con el equipo Bardiani CSF y en 2018 corrió con el equipo Wilier Triestina-Selle Italia antes de anunciar su retirada del ciclismo profesional.

## Palmarés

### Ruta
2009 (como amateur)
- 1 etapa del Giro del Friuli Venezia Giulia

2018
- 1 etapa de la Vuelta a Marruecos

### Pista
2008
- Campeonato de Italia en persecución

2009
- Campeonato de Italia en persecución

2010
- Campeonato de Italia de persecución por equipos (con Angelo Ciccone, Alex Buttazzoni y Alessandro De Marchi)

2012
- Campeonato de Italia en persecución
- Campeonato de Italia en puntuación

2013
- Copa del Mundo de Mánchester (Reino Undo) en Persecución
- Campeonato de Italia de persecución por equipos (con Elia Viviani, Alex Buttazzoni y Paolo Simion)
- Campeonato de Italia en persecución

2014
- Seis días de Fiorenzuola d'Arda
- Campeonato de Italia en persecución

## Resultados en Grandes Vueltas
Durante su carrera deportiva consiguió los siguientes puestos en las Grandes Vueltas:
| Carrera | Carrera         | 2012  | 2013 | 2014 | 2015  | 2016  | 2017 | 2018  |
| ------- | --------------- | ----- | ---- | ---- | ----- | ----- | ---- | ----- |
|         | Giro de Italia  | 153.º | —    | —    | 163.º | 129.º | —    | 146.º |
|         | Tour de Francia | —     | —    | —    | —     | —     | —    | —     |
|         | Vuelta a España | —     | —    | —    | —     | —     | —    | —     |

—: no participa

Ab.: abandono

## Equipos
- Bardiani CSF (2012-2014)
- Trek (2015-2017)
  - Trek Factory Racing (2015)
  - Trek-Segafredo (2016-2017)
- Wilier Triestina-Selle Italia (2018)